# Bełk (Sainte-Croix)
Pour les articles homonymes, voir Belk.
Bełk est une localité polonaise de la gmina d'Imielno, située dans le powiat de Jędrzejów en voïvodie de Sainte-Croix.